# Hamilton Deane-Morgan, 4. Baron Muskerry
Hamilton Matthew Tilson Fitzmaurice Deane-Morgan, 4. Baron Muskerry (* 18. Mai 1854; † 1929) war ein irischer Peer. Als Representative Peer vertrat er Irland ab 1892 im britischen House of Lords.

## Leben
Hamilton Deane-Morgan war der Sohn von Hon. Robert Tilson Fitzmaurice Deane-Morgan († 1857) aus dessen Ehe mit Elizabeth Geraldine Morgan, der ältesten Tochter des Unterhausabgeordneten Hamilton Knox Grogan Morgan. Im Mai 1868 starb sein Großvater Matthew Fitzmaurice Deane, 3. Baron Muskerry und Deane-Morgan erbte dessen Adelstitel als 4. Baron Muskerry, of Muskerry in the County of Cork.
Er war Justice of the peace (J.P.) und Deputy Lieutenant im County Limerick. Des Weiteren diente er in der Royal Navy.
Im Dezember 1892 wurde er als Nachfolger des verstorbenen Richard Handcock, 4. Baron Castlemaine zum Representative Peers gewählt. Da die irische Representative Peers auf Lebenszeit gewählt wurden, gehörte Deane-Morgan dem britischen House of Lords auch nach 1922 an, als der irische Freistaat als Dominion ins Leben gerufen wurde.
Er war Mitglied im Carlton Club und im Royal St. George Yacht Club.
Deane-Morgan war seit November 1872 mit Flora Georgina († 1902), der dritten Tochter von Hon. Chichester Thomas Foster Skeffington, und Enkelin von Thomas Henry Skeffington, 2. Viscount Ferrard, verheiratet. Aus der Ehe gingen vier Söhne und eine Tochter hervor. Nach dem Tod seiner Frau heiratete Deane-Morgan noch zwei weitere Male. 1905 Lydia Booth († 1915) und 1916 Adeline Ryan. Als er 1929 starb, folgte ihm sein zweitältester Sohn Robert als 5. Baron Muskerry nach.